# César Luís

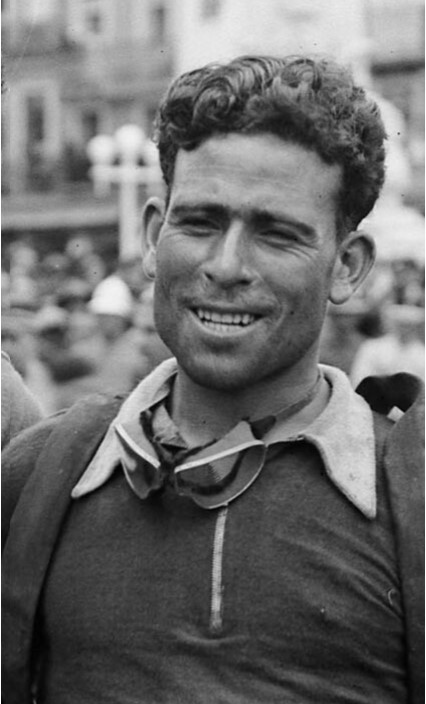
César Luís 1935

César Luís Feijoca (* 22. Februar 1912; † 29. Juli 1984) war ein portugiesischer Radrennfahrer.

## Sportliche Laufbahn
Luís war im Straßenradsport aktiv. Von 1933 bis 1938 war er Berufsfahrer.
1935 gewann er die Portugal-Rundfahrt. 1933 war er beim Sieg von Alfredo Trindade Dritter der Gesamtwertung geworden, 1934 Vierter, 1938 kam er auf den 7. Rang. Etappensiege in der Rundfahrt holte er 1933, 1934, 1935 sowie 1938. Weitere Siege gelangen ihm in den Rennen 100 Km da Taça Olimpica, Grande Prémio do Estoril und Lisboa–Coimbra 1933, 12 Voltas à Gafa 1936 und Circuito General Carmona 1938. Er startete für Sporting Lissabon.